# Giles Scott
Giles Lyndon Scott, MBE (* 23. Juni 1987 in Huntingdon) ist ein britischer Segler.

## Erfolge
Giles Scott startete bei den Olympischen Spielen 2016 in Rio de Janeiro in der Bootsklasse Finn-Dinghy. Er gewann drei von zehn Rennen und schloss vier weitere als einer der besten drei Konkurrenten ab. Aufgrund seines Vorsprungs stand er bereits vor dem medal race als Sieger fest und wurde vor Vasilij Žbogar und Caleb Paine Olympiasieger. Scott war im Vorfeld zur Olympiaregatta als größter Goldfavorit gehandelt worden, nachdem er seit zwei Jahren bei Regatten ungeschlagen war. Im August 2021 wiederholte er bei den Olympischen Spielen in Tokio seinen Erfolg und sicherte sich eine zweite Goldmedaille. Bei Weltmeisterschaften gewann er seine erste Medaille 2010 in San Francisco mit Bronze. 2011 in Perth, 2014 in Santander, 2015 in Takapuna und 2016 in Gaeta wurde er Weltmeister. Darüber hinaus wurde er mehrmals Europameister.
2013 startete er für Luna Rossa im America’s Cup. Für seinen Olympiaerfolg wurde Scott Ende 2016 zum Member des Order of the British Empire ernannt. Beim America’s Cup 2024 war er im Team von Ineos Britannia.